# Zoot
Zoot é uma revista bi-anual de moda e tempos livres que se publica em Portugal com destino ao mercado internacional, sendo distribuída nas principais capitais europeias e também em Nova Iorque e em Tóquio.
Criada por iniciativa da Vvork Design Zoot Media, publica-se desde Novembro de 2004 e foi vencedora da medalha de Ouro no 9º Festival CCP, na categoria de Design Editorial.